# Attentat contre l'ambassade d'Israël à Quito
 (mai 2022).
L'attentat contre l'ambassade d'Israël à Quito est survenu le 26 novembre 1982 lorsque l'ambassade d'Israël à Quito, en Équateur, a été bombardée par des inconnus, tuant trois personnes.

## Attentat
Un jeune avec une valise a été aperçu entrant dans l'ambassade par des témoins oculaires tôt le matin. Des témoins ont déclaré qu'il avait commencé à sortir des bâtons de dynamite et à les allumer lorsqu'il avait atteint le troisième étage, juste en dessous de l'ambassade. Quelqu'un a sonné le dispositif d'alarme du bâtiment, avertissant les israéliens de fuir à l'extérieur. Le jeune a lâché sa bombe et s'est enfui.
Les policiers Manuel Jimenez et Vincente Jimenez ont été envoyés dans le bâtiment pour neutraliser les bombes. Les agents ont retiré la bombe de son emplacement et se trouvaient à 4,6 mètres de l'entrée lorsque l'engin a explosé. Vincente Jimenez, qui portait le sac dans ses mains, a été tué presque immédiatement. Manuel s'approchait de son partenaire lorsque l'explosion s'est produite, le blessant gravement. Une femme à proximité a été projetée contre le mur, mais a subi des blessures mineures. L'explosion a fait tomber une femme dans un appartement voisin par la fenêtre du deuxième étage, la tuant.
Manuel Jiminez a été transporté à l'hôpital pour ses blessures, où il a été amputé des deux jambes. Il est mort peu après de ses blessures.

## Conséquences
En raison de la structure de la bombe, les autorités ont conclu qu'il s'agissait probablement de l'acte d'un groupe du Moyen-Orient. Il est généralement admis que l'attaque a été réalisée en relation avec le conflit du Sud-Liban de 1985 à 2000.
L'ambassade a de nouveau été attaquée quelques mois plus tard, mais sans faire de victimes et faisant moins de dégâts que la première attaque.